# Coupe du monde des clubs de la FIFA 2016
Navigation
Japon 2015 Émirats arabes unis 2017
La Coupe du monde des clubs de la FIFA 2016 est la 13e édition de la Coupe du monde des clubs de la FIFA. Elle se tient du 8 décembre 2016 au 18 décembre 2016 au Japon pour la septième fois de son histoire. Le pays organisateur a été choisi en avril 2015 par la Fédération internationale de football association (FIFA).

## Nouveautés
Les clubs champions continentaux des six confédérations continentales de football disputent le tournoi en compagnie du champion du pays organisateur.
L’arbitrage vidéo est testé lors de cette compétition. L'assistance vidéo ne peut intervenir que dans quatre situations précises et seul l'arbitre central peut demander l'avis de son assistant vidéo: 
 
- lors d'un but marqué, pour vérifier le franchissement de la ligne et/ou une potentielle faute.

- en cas de penalty à éventuellement accorder. Elle offrira la possibilité de revenir sur la décision et annuler le penalty sifflé, ou au contraire, accorder la faute après visionnage.

- en cas de carton rouge à éventuellement distribuer. L'exclusion pourra être confirmée ou non, et une exclusion sera possible même si le fait de jeu se fait en dehors du champ de vision de l'arbitre.
 
- enfin, la vidéo permettra d'identifier le bon joueur devant être sanctionné d'un avertissement ou d'une exclusion.
Par ailleurs, la FIFA autorise un quatrième remplacement, uniquement en cas de prolongations. Ce deux mesures sont appliqués à titre de test.

## Candidatures
Deux pays se sont portés candidats à l'organisation de cette compétition, le processus d'attribution a débuté en février 2014 pour s'achever en avril 2015 pour désigner les pays hôtes des éditions 2015 et 2016 de la compétition.
Les pays candidats étaient les suivants :
- Inde
- Japon

L'Inde s'est finalement retirée de la compétition, laissant le Japon comme seul candidat pour les éditions 2015-2016. Le 23 avril 2015, la FIFA attribue officiellement la compétition au seul candidat restant, le Japon.

## Clubs qualifiés
Les équipes participant à la compétition sont les vainqueurs des plus grandes compétitions inter-clubs de chaque confédération. Le vainqueur de la confédération océanienne doit quant à lui affronter le vainqueur du championnat du pays hôte.
| Club                    | Pays                    | Confédération           | Épreuve qualificative                        |
| Entrent en demi-finales | Entrent en demi-finales | Entrent en demi-finales | Entrent en demi-finales                      |
| ----------------------- | ----------------------- | ----------------------- | -------------------------------------------- |
| Real Madrid             | Espagne                 | UEFA                    | Ligue des champions de l'UEFA 2015-2016      |
| Atlético Nacional       | Colombie                | CONMEBOL                | Copa Libertadores 2016                       |
| Entrent au second tour  |                         |                         |                                              |
| Club América            | Mexique                 | CONCACAF                | Ligue des champions de la CONCACAF 2015-2016 |
| Mamelodi Sundowns       | Afrique du Sud          | CAF                     | Ligue des champions de la CAF 2016           |
| Jeonbuk Hyundai Motors  | Corée du Sud            | AFC                     | Ligue des champions de l'AFC 2016            |
| Entrent au premier tour |                         |                         |                                              |
| Auckland City           | Nouvelle-Zélande        | OFC                     | Ligue des champions de l'OFC 2016            |
| Kashima Antlers         | Japon                   | AFC                     | J-League 2016 (pays hôte)                    |

## Organisation
| \| Osaka Yokohama \| Sites de la Coupe du monde des clubs 2016 |
| Osaka Yokohama                                                 |

| Osaka Yokohama |

| \| Osaka Yokohama \| Sites de la Coupe du monde des clubs 2016 |
| Osaka Yokohama                                                 |

| Osaka Yokohama |

| Premier tour           | 8 décembre     |
| Second tour            | 11 décembre    |
| Match pour la 5e place | 14 décembre    |
| Demi-finales           | 14-15 décembre |
| Match pour la 3e place | 18 décembre    |
| Finale                 | 18 décembre    |

## Faits marquants
- Lors de la demi-finale contre le club colombien Atlético Nacional, le club japonais des Kashima Antlers est le premier club à bénéficier d'un pénalty par arbitrage vidéo[4].
- Les Kashima Antlers sont le premier club japonais (et asiatique) de l'histoire à atteindre la finale depuis la création de la compétition en 2000.

## Résultats

### Tableau
|  | 1er tour               | 1er tour            |                        |                 | 2e tour             | 2e tour             |                 |                 | Demi-finales | Demi-finales |  |  | Finale                 | Finale                 |
|  | 8 décembre - Yokohama  |                     |                        |                 |                     |                     |                 |                 |              |              |  |  |                        |                        |
|  | Kashima Antlers        | 2                   |                        |                 | 11 décembre - Osaka | 11 décembre - Osaka |                 |                 |              |              |  |  |                        |                        |
|  | Kashima Antlers        | 2                   |                        |                 | 11 décembre - Osaka | 11 décembre - Osaka |                 |                 |              |              |  |  |                        |                        |
|  | Auckland City FC       | 1                   |                        |                 | Mamelodi Sundowns   | 0                   |                 |                 |              |              |  |  |                        |                        |
|  | Auckland City FC       | 1                   | 14 décembre - Osaka    |                 | Mamelodi Sundowns   | 0                   |                 |                 |              |              |  |  |                        |                        |
|  |                        |                     |                        |                 | Kashima Antlers     | 2                   |                 |                 |              |              |  |  |                        |                        |
|  | Atlético Nacional      | 0                   |                        |                 | Kashima Antlers     | 2                   |                 |                 |              |              |  |  |                        |                        |
|  | Atlético Nacional      | 0                   |                        |                 |                     |                     |                 |                 |              |              |  |  |                        |                        |
|  |                        |                     | Kashima Antlers        | 3               |                     |                     |                 |                 |              |              |  |  |                        |                        |
|  |                        |                     | Kashima Antlers        | 3               |                     |                     |                 |                 |              |              |  |  |                        |                        |
|  |                        |                     | 18 décembre - Yokohama |                 |                     |                     |                 |                 |              |              |  |  |                        |                        |
|  |                        |                     |                        |                 |                     |                     |                 |                 |              |              |  |  |                        |                        |
|  | Kashima Antlers        | 2                   |                        |                 |                     |                     |                 |                 |              |              |  |  |                        |                        |
|  | Kashima Antlers        | 2                   | 11 décembre - Osaka    |                 |                     |                     |                 |                 |              |              |  |  |                        |                        |
|  |                        | Real Madrid         | 4 ap                   |                 |                     |                     |                 |                 |              |              |  |  |                        |                        |
|  |                        |                     | 4 ap                   | Jeonbuk Hyundai | 1                   |                     |                 |                 |              |              |  |  |                        |                        |
|  | 15 décembre - Yokohama |                     |                        | Jeonbuk Hyundai | 1                   |                     |                 |                 |              |              |  |  |                        |                        |
|  |                        | Club América        | 2                      |                 |                     |                     |                 |                 |              |              |  |  |                        |                        |
|  | Club América           | Club América        | 2                      | 0               |                     |                     |                 |                 |              |              |  |  |                        |                        |
|  | Club América           | Cinquième place     | Cinquième place        | 0               |                     |                     | Troisième place | Troisième place |              |              |  |  |                        |                        |
|  |                        | Cinquième place     | Cinquième place        |                 | Real Madrid         | 2                   | Troisième place | Troisième place |              |              |  |  |                        |                        |
|  | Jeonbuk Hyundai        | 4                   | Club América           | 2 (3)           | Real Madrid         | 2                   |                 |                 |              |              |  |  |                        |                        |
|  | Jeonbuk Hyundai        | 4                   | Club América           | 2 (3)           |                     |                     |                 |                 |              |              |  |  |                        |                        |
|  | Mamelodi Sundowns      | 1                   | Atlético Nacional      | 2 (4)tab        |                     |                     |                 |                 |              |              |  |  |                        |                        |
|  | Mamelodi Sundowns      | 1                   | Atlético Nacional      | 2 (4)tab        |                     |                     |                 |                 |              |              |  |  |                        |                        |
|  | 14 décembre - Osaka    | 14 décembre - Osaka |                        |                 |                     |                     |                 |                 |              |              |  |  | 18 décembre - Yokohama | 18 décembre - Yokohama |

### Premier tour
| 8 décembre 2016                | Kashima Antlers            | 2 - 1   | Auckland City FC | Stade Nissan, Yokohama                         |                                                |
| 19 h 30 (UTC+9) 11 h 30 (CEST) | Akasaki 67e · Kanazaki 88e | (0 - 0) | 50e Kim D. (en)  | Spectateurs : 17 667 Arbitrage : Janny Sikazwe | Spectateurs : 17 667 Arbitrage : Janny Sikazwe |
| 19 h 30 (UTC+9) 11 h 30 (CEST) | Rapport                    |         |                  | Spectateurs : 17 667 Arbitrage : Janny Sikazwe | Spectateurs : 17 667 Arbitrage : Janny Sikazwe |

### Second tour
| 11 décembre 2016              | Jeonbuk Hyundai | 1 - 2  | Club América      | Suita City Football Stadium, Osaka             |                                                |
| 16 h 00 (UTC+9) 8 h 00 (CEST) | Kim B. 23e      | (1 -0) | 58e 74e S. Romero | Spectateurs : 14 587 Arbitrage : Viktor Kassai | Spectateurs : 14 587 Arbitrage : Viktor Kassai |
| 16 h 00 (UTC+9) 8 h 00 (CEST) | Rapport         |        |                   | Spectateurs : 14 587 Arbitrage : Viktor Kassai | Spectateurs : 14 587 Arbitrage : Viktor Kassai |

| 11 décembre 2016               | Mamelodi Sundowns | 0 - 2   | Kashima Antlers         | Suita City Football Stadium, Osaka                     |                                                        |
| 19 h 30 (UTC+9) 11 h 30 (CEST) |                   | (0 - 0) | 63e Endo · 88e Kanazaki | Spectateurs : 21 702 Arbitrage : Roberto García Orozco | Spectateurs : 21 702 Arbitrage : Roberto García Orozco |
| 19 h 30 (UTC+9) 11 h 30 (CEST) | Rapport           |         |                         | Spectateurs : 21 702 Arbitrage : Roberto García Orozco | Spectateurs : 21 702 Arbitrage : Roberto García Orozco |

#### Match pour la cinquième place
| 14 décembre 2016              | Jeonbuk Hyundai                                                  | 4 - 1   | Mamelodi Sundowns | Suita City Football Stadium, Osaka              |                                                 |
| 16 h 30 (UTC+9) 8 h 30 (CEST) | Kim B. 18e · Lee J. (en) 29e · Nascimento 41e (csc) · Kim S. 89e | (3 - 0) | 48e Tau           | Spectateurs : 5 938 Arbitrage : Nawaf Shukralla | Spectateurs : 5 938 Arbitrage : Nawaf Shukralla |
| 16 h 30 (UTC+9) 8 h 30 (CEST) | Rapport                                                          |         |                   | Spectateurs : 5 938 Arbitrage : Nawaf Shukralla | Spectateurs : 5 938 Arbitrage : Nawaf Shukralla |

### Demi-finales
| 14 décembre 2016               | Atlético Nacional | 0 - 3   | Kashima Antlers                        | Suita City Football Stadium, Osaka             |                                                |
| 19 h 30 (UTC+9) 11 h 30 (CEST) |                   | (0 - 1) | 33e (pen.) Doi · 83e Endo · 85e Suzuki | Spectateurs : 15 050 Arbitrage : Viktor Kassai | Spectateurs : 15 050 Arbitrage : Viktor Kassai |
| 19 h 30 (UTC+9) 11 h 30 (CEST) | Rapport           |         |                                        | Spectateurs : 15 050 Arbitrage : Viktor Kassai | Spectateurs : 15 050 Arbitrage : Viktor Kassai |

| 15 décembre 2016               | Club América | 0 - 2   | Real Madrid                             | Stade Nissan, Yokohama                           |                                                  |
| 19 h 30 (UTC+9) 11 h 30 (CEST) |              | (0 - 1) | 45+2e Benzema · 90+2e Cristiano Ronaldo | Spectateurs : 50 117 Arbitrage : Enrique Cáceres | Spectateurs : 50 117 Arbitrage : Enrique Cáceres |
| 19 h 30 (UTC+9) 11 h 30 (CEST) | Rapport      |         |                                         | Spectateurs : 50 117 Arbitrage : Enrique Cáceres | Spectateurs : 50 117 Arbitrage : Enrique Cáceres |

### Match pour la troisième place
| 18 décembre 2016              | Club América                                     | 2 - 2             | Atlético Nacional                                            | Stade Nissan, Yokohama                           |                                                  |
| 16 h 00 (UTC+9) 8 h 00 (CEST) | Arroyo 38e · Peralta 66e (pen.)                  | (1 - 2)           | 6e (csc) Samudio · 26e Guerra                                | Spectateurs : 44 625 Arbitrage : Nawaf Shukralla | Spectateurs : 44 625 Arbitrage : Nawaf Shukralla |
| 16 h 00 (UTC+9) 8 h 00 (CEST) | Rapport                                          |                   |                                                              | Spectateurs : 44 625 Arbitrage : Nawaf Shukralla | Spectateurs : 44 625 Arbitrage : Nawaf Shukralla |
| 16 h 00 (UTC+9) 8 h 00 (CEST) | Martínez · Samudio · Quintero · Peralta · Arroyo | Tirs au but 3 - 4 | Mosquera (en) · Nieto (en) · Bocanegra (en) · Torres · Borja | Spectateurs : 44 625 Arbitrage : Nawaf Shukralla | Spectateurs : 44 625 Arbitrage : Nawaf Shukralla |

### Finale
| Finale                                          | Real Madrid                              | 4 - 2 ap              | Kashima Antlers   | Stade Nissan, Yokohama                         |                                                |
| 18 décembre 2016 19 h 30 (UTC+9) 11 h 30 (CEST) | Benzema 9e · Ronaldo 60e (pen.) 98e 104e | (1 - 1, 2 - 2, 4 - 2) | 44e 52e Shibasaki | Spectateurs : 68 742 Arbitrage : Janny Sikazwe | Spectateurs : 68 742 Arbitrage : Janny Sikazwe |
| 18 décembre 2016 19 h 30 (UTC+9) 11 h 30 (CEST) | Rapport                                  |                       |                   | Spectateurs : 68 742 Arbitrage : Janny Sikazwe | Spectateurs : 68 742 Arbitrage : Janny Sikazwe |

| Real Madrid | Kashima Antlers |

| G               | 1  | Keylor Navas      |      |      |
| ArD             | 2  | Dani Carvajal     | 102e |      |
| DC              | 5  | Raphaël Varane    |      |      |
| DC              | 4  | Sergio Ramos (c)  | 55e  | 108e |
| ArG             | 12 | Marcelo           |      |      |
| MC              | 19 | Luka Modrić       |      | 106e |
| MC              | 14 | Casemiro          | 100e |      |
| MC              | 8  | Toni Kroos        |      |      |
| AD              | 17 | Lucas Vázquez     |      | 81e  |
| AC              | 9  | Karim Benzema     |      |      |
| AG              | 7  | Cristiano Ronaldo |      | 112e |
| Remplaçants :   |    |                   |      |      |
| G               | 13 | Kiko Casilla      |      |      |
| G               | 25 | Rubén Yáñez       |      |      |
| D               | 3  | Pepe              |      |      |
| D               | 6  | Nacho             |      | 108e |
| D               | 15 | Fábio Coentrão    |      |      |
| D               | 23 | Danilo            |      |      |
| M               | 10 | James Rodríguez   |      |      |
| M               | 16 | Mateo Kovačić     |      | 106e |
| M               | 20 | Marco Asensio     |      |      |
| MF              | 22 | Isco              |      | 81e  |
| A               | 18 | Mariano           |      |      |
| A               | 21 | Álvaro Morata     |      | 112e |
| Entraîneur :    |    |                   |      |      |
| Zinédine Zidane |    |                   |      |      |

| G              | 21 | Hitoshi Sogahata         |     |      |
| ArD            | 22 | Daigo Nishi              |     |      |
| DC             | 23 | Naomichi Ueda            |     |      |
| DC             | 3  | Gen Shoji                |     |      |
| ArG            | 16 | Shuto Yamamoto           | 58e |      |
| MD             | 25 | Yasushi Endo             |     | 102e |
| MC             | 10 | Gaku Shibasaki           |     |      |
| MC             | 40 | Mitsuo Ogasawara (c)     |     | 67e  |
| MG             | 6  | Ryota Nagaki             |     | 114e |
| A              | 33 | Mu Kanazaki              |     |      |
| A              | 8  | Shoma Doi                |     | 88e  |
| Remplaçants :  |    |                          |     |      |
| G              | 1  | Masatoshi Kushibiki      |     |      |
| G              | 29 | Shinichiro Kawamata (en) |     |      |
| D              | 14 | Hwang Seok-ho            |     |      |
| D              | 17 | Bueno                    |     |      |
| D              | 24 | Yukitoshi Ito            |     | 102e |
| M              | 11 | Fabrício (en)            | 93e | 67e  |
| M              | 13 | Atsutaka Nakamura        |     |      |
| M              | 20 | Kento Misao              |     |      |
| M              | 32 | Taro Sugimoto (en)       |     |      |
| M              | 35 | Taiki Hirato (en)        |     |      |
| A              | 18 | Shuhei Akasaki           |     | 114e |
| A              | 34 | Yuma Suzuki              |     | 88e  |
| Entraîneur :   |    |                          |     |      |
| Masatada Ishii |    |                          |     |      |

## Récompenses
| Rang | Club                   | Pays             | Prime       |
| ---- | ---------------------- | ---------------- | ----------- |
| 1    | Real Madrid CF         | Espagne          | 5 000 000 $ |
| 2    | Kashima Antlers        | Japon            | 4 000 000 $ |
| 3    | Atlético Nacional      | Colombie         | 2 500 000 $ |
| 4    | Club América           | Mexique          | 2 000 000 $ |
| 5    | Jeonbuk Hyundai Motors | Corée du Sud     | 1 500 000 $ |
| 6    | Mamelodi Sundowns      | Afrique du Sud   | 1 000 000 $ |
| 7    | Auckland City FC       | Nouvelle-Zélande | 500 000 $   |

| Prix              | Lauréat           | Club            |
| ----------------- | ----------------- | --------------- |
| Ballon d'or       | Cristiano Ronaldo | Real Madrid CF  |
| Ballon d'argent   | Luka Modrić       | Real Madrid CF  |
| Ballon de bronze  | Gaku Shibasaki    | Kashima Antlers |
| Prix du fair-play | Kashima Antlers   | Kashima Antlers |

## Classement des buteurs
| Rang | Joueur            | Club                   | Buts |
| ---- | ----------------- | ---------------------- | ---- |
| 1    | Cristiano Ronaldo | Real Madrid            | 4    |
| 2    | Silvio Romero     | Club América           | 2    |
| 2    | Kim Bo-kyung      | Jeonbuk Hyundai Motors | 2    |
| 2    | Yasushi Endo      | Kashima Antlers        | 2    |
| 2    | Mu Kanazaki       | Kashima Antlers        | 2    |
| 2    | Gaku Shibasaki    | Kashima Antlers        | 2    |
| 2    | Karim Benzema     | Real Madrid            | 2    |
| 5    | Michael Arroyo    | Club América           | 1    |
| 5    | Oribe Peralta     | Club América           | 1    |
| 5    | Alejandro Guerra  | Atlético Nacional      | 1    |
| 5    | Kim Dae-wook (en) | Auckland City          | 1    |
| 5    | Kim Shin-wook     | Jeonbuk Hyundai Motors | 1    |
| 5    | Lee Jong-ho (en)  | Jeonbuk Hyundai Motors | 1    |
| 5    | Shuhei Akasaki    | Kashima Antlers        | 1    |
| 5    | Shoma Doi         | Kashima Antlers        | 1    |
| 5    | Yuma Suzuki       | Kashima Antlers        | 1    |
| 5    | Percy Tau         | Mamelodi Sundowns      | 1    |

1 but contre son camp
- Ricardo Nascimento (Mamelodi Sundowns, contre Jeonbuk Hyundai Motors)
- Miguel Samudio (América, contre l'Atlético Nacional)